# Miniata
Miniata is een concert gecomponeerd door de Duitse componist van Britse afkomst Rebecca Saunders. Het is gecomponeerd voor de combinatie accordeon, piano, koor en orkest.
Saunders heeft een aantal composities op haar naam staan, waarbij de titel verwijst naar een kleur. Zo is Choler geschreven voor twee piano’s en Crimson voor een. Miniata hoort in dat rijtje thuis, Miniata is de latijnse omschrijving voor rood, zie ook de vele plantnamen eindigend op miniata. Het is een dubbelconcert in een haast onherkenbare vorm. Het werk bestaat slechts uit één deel, maar er zijn ongeveer vier secties hoorbaar, aangegeven door generale pauzes. De twee solopartijen (accordeon en piano) zijn naast en achter elkaar gesitueerd. Het orkest is behoorlijk uitgedund en het koor zingt tekstloze muziek.
Saunders is deels bekend vanwege de enorme dynamiek in haar werk en daarop is dit werk geen uitzondering. De accordeon begint het werk; niet met een toon, maar met een tweetal zuchten van de balg. Daarna ontrolt zich het eerste segment van het concert. De muziek vertoont daarin overeenkomsten met drie andere hedendaagse componisten. Helmut Lachenmann komt voorbij in de gedaante van het gebruik van het totale muziekinstrument voor de muziek. Zo vormen niet alleen de toetsen en snaren de muziek, maar ook bijvoorbeeld het luid indrukken van een pedaal maakt deel uit van de muzikale invulling, haast als een percussie-instrument. Salvatore Sciarrino is hoorbaar in de vele stilten die dit werk in zich heeft. Vanuit complete stilte loopt het palet uit tot fortississimo, of zoals de componist het zegt, het fortississimo zorgt ervoor dat stilte hoorbaar wordt (geen stilte zonder dat er eerst geluid is gehoord). Voor de dynamiek kan verwezen worden naar de muziek van de Fin Magnus Lindberg. Zowel Saunders als Lindberg maakt gebruikt van opgebouwde clusters. Saunders is daarin extremer dan Lindberg. Lindberg denkt daarbij in voor- en achtergrond (muziek), Saunders in licht en donker (kleur). Hierin houdt zij hetzelfde principe aan als bij klank / stilte: duisternis is pas zichtbaar door het gebrek aan licht.
De muziek begint dus heftig met allerlei uitbarstingen en terugzakkingen in geluidssterkte, een melodie is niet hoorbaar, net zomin als een maatindeling; de muziek lijkt zich intuïtief voort te bewegen van het ene naar het andere fragment. De muziek wordt naar het eind toe kalmer. Het is alsof de kleur (muziek) langzaam door de kijker (luisteraar) geaccepteerd wordt. Het laatste deel, dat ook wel een coda kan zijn, bevat sommige fragmenten waarbij de traditionele klank van de klassieke muziek hoorbaar is. Het overige is avant-garde. De muziek wordt van allerlei kanten aangestuurd. Daarbij moet gedacht worden aan bijvoorbeeld oppervlak (de aanraking van snaren of de lucht langs een klankbord), gewicht (hoeveel druk wordt er uitgeoefend om het te laten klinken), maar ook het spiergebruik; hoe is de spanning van bijvoorbeeld de schouderspieren als een muziekinstrument tot klank wordt gebracht; muziekinstrument en muzikant zijn hierbij eigenlijk een.
De kleur miniata wordt omschreven in het boekwerk bij de compact disc; het gaat daarbij om loodmenie (ook wel minium), aangevuld en / of vermengd met vermiljoen en / of natuurlijke cinnaber. Omdat dit nog te veel in het ongewisse laat zijn er twee toevoegingen:
- Derek Jarman; uit het boek A Book of Colour 1995: The queen of reds is Vermillion, Cinnabar, Mercuris sulphide; Sanguis draconis (dragon’s blood), the alchemic uroboros, the dragon of the philosophers;
- Wassily Kandinsky: Vermillion is a red with a feeling sharpness, like a glowing steel which can be cooled by water. Vermillion is quenched by blue, for it can support no mixture with a cold colour. The glow of red is within itself. (Concerning the Spiritual in Art).

## Orkestratie
De instrumentatie laat zien dat er van het orkest weinig over is; bij beluistering lijkt het of de stemmen de orkestpartijen invullen:
- solo piano, solo accordeon
- sopranen, alten, tenoren en bariton / bassen;
- geen dwarsfluit, geen hobo, 4 klarinetten en geen fagot
- geen hoorn, drie trompeten, 4 trombones, geen tuba
- een batterij percussie-instrumenten, harp, elektrische gitaar;
- geen eerste viool, geen tweede viool, geen altviool, 5 celli en 4 contrabassen.

De eerste uitvoering vond plaats op 17 oktober 2004 op de Muziekdagen van Donuaeschingen, een festival van hedendaagse muziek. Uitvoerenden waren Nicolas Hodges (piano), Teodoro Anzelotti (accordeon), het SWR Symfonieorkest Baden-Baden en Freiburg, het SWR Vokalensemble Stuttgart, alles onder leiding van Hans Zender

## Discografie
- Kairos: dezelfde musici als de eerste uitvoering in een opname van 12 en 13 oktober 2004, opgenomen in Baden-Baden;
- idem, maar verschenen op Col Legno in de serie gewijd aan het Donaueschingen Festival.

## Bron
- Uitgave Kairos
- Edition C F Peeters: muziekuitgeverij